# Puy de Montiroir
Der Puy de Montiroir ist ein erloschener Vulkan im französischen Département Puy-de-Dôme (Region Auvergne-Rhône-Alpes), der zur Chaîne de la Sioule gehört.

## Geographie
Der Puy de Montiroir liegt im Gemeindegebiet von Manzat, etwa 1,5 Kilometer nordwestlich vom Ortskern entfernt. Unmittelbar südöstlich befindet sich der namensgebende Weiler Montiroir. Clermont-Ferrand im Südosten ist von hier rund 40 Kilometer entfernt. Die Nordseite des ehemaligen Vulkans ist größtenteils bewaldet, die Südhänge werden landwirtschaftlich genutzt. Bis zum nächsten Vulkan, dem weiter ostsüdöstlich gelegenen Puy de Chalard, sind es 4 Kilometer.

## Geologie
Der strombolianische Schlackenkegel des Puy de Montiroir bildet den nördlichsten Ausläufer der Chaîne de la Sioule, einer Aneinanderreihung von 7 Vulkanzentren in Nordost-Südwest-Richtung, die sich von der weiter östlich verlaufenden Chaîne des Puys deutlich absetzt. 
Die Vulkanite der Chaîne de la Sioule sind wesentlich älter als die Vulkane der Chaïne des Puys, erkennbar an ihrer stärkeren Verwitterung, teilweise bereits mit Reliefumkehr. Sie entstanden im Pliozän und im frühen Pleistozän (Zeitraum 5 bis 1 Million Jahre BP),  der zweiten Hauptphase (Post-Rift) des Vulkanismus im Zentralmassiv. Es handelt sich um Alkalibasalte und Basanite, die aus einem an SiO2-untersättigten Magma hervorgegangen sind. Sie zeichnen sich durch das Führen peridotischer Manteleinschlüsse aus.